# كارولين بونابرت
ماري كارولين مورات (بالفرنسية: Caroline Bonaparte)‏ (بونابرت قبل الزواج) (25 مارس 1782 - 18 مايو 1839) وتعرف كارولين بونابرت شقيقة نابليون بونابرت وملكة نابولي وصقلية القرينة لزواجها بيواكيم مورات.